# Seria Bracketta

Przejścia elektronów w poszczególnych seriach

Seria Bracketta – seria widm powstająca w wyniku emisji fotonów przez elektron w atomie
wodoru przechodzący z wyższego orbitalu na orbital 4 (seria N).
Serię opisał jako pierwszy Amerykanin Frederick Sumner Brackett w 1922.
Długości fal tej serii to od 1459 do 4051 nm.
Znajdują się one wszystkie w podczerwieni.
Wzór Rydberga dla serii Bracketta ma postać:
{\displaystyle {\frac {1}{\lambda }}=R\left({\frac {1}{4^{2}}}-{\frac {1}{n^{2}}}\right)\qquad \left(R=1{,}0974\cdot 10^{7}{\text{m}}^{-1}\right)}
Gdzie n to kolejne liczby naturalne poczynając od 5 (n = 5, 6, 7,...). Linia α odpowiada n = 5, a granica serii odpowiada granicy wyrażenia dla n dążącego do nieskończoności.
Inne serie widmowe w atomie wodoru to, według orbitalu docelowego:
1. seria Lymana
2. seria Balmera
3. seria Paschena
4. seria Bracketta
5. seria Pfunda
6. seria Humphreysa